# El cuarto
El cuarto es una película colombiana de 2008. Es asimismo la ópera prima de Gustavo Torres Gil. La película no se estrenó comercialmente. Fue rodada en Bogotá el primer trimestre de 2006. La trama aborda temas tabús como son la pedofilia, el satanismo, la religión y la descomposición familiar, todo envuelto en una historia de suspenso.

## Argumento
El cuarto es una película de suspenso acerca de los oscuros y peligrosos secretos que comparten Simón, un niño de 12 años, su nuevo profesor de educación física y el rector del colegio, un sacerdote católico.
Simón (Kevin Towers), un solitario niño que ha perdido a su padre en un trágico accidente, descubre las verdaderas intenciones del nuevo y misterioso profesor de educación física, Mario (Gavo Figueira), quien se ha involucrado sentimentalmente con su hermosa mamá, Sarah (Claudia Cadavid), todo bajo la mirada indiscreta del sacerdote rector del colegio (Julio Sastoque).
En una salida del colegio en la que Mario desaparece misteriosamente, Simón y sus amigos accidentalmente observan una misa negra y encuentran un medallón que pertenece a un grupo de satánicos. Los niños deciden guardar el medallón, y esto trae nefastas consecuencias para todos.

## Recepción
El cuarto entró como finalista en Film Series at Cine Gear, Los Ángeles. Ha sido ganadora del premio honorífico:  “Mención de la Audiencia” , en el festival cinematográfico Orlando Hispanic Film Festival 2008.